# لويس لاكومب
لويس لاكومب (بالفرنسية: Louis Lacombe)‏ هو ملحن وعازف بيانو فرنسي، ولد في 26 نوفمبر 1818 في بورج في فرنسا، وتوفي في 30 سبتمبر 1884 في Saint-Vaast-la-Hougue ‏ في فرنسا.

## وصلات خارجية
- لويس لاكومب على موقع ميوزك برينز (الإنجليزية)